# HD 38529 Ac
HD 38529 Ac est une exoplanète de type géante gazeuse orbitant autour de l'étoile HD 38529 dans la constellation d'Orion. Elle fut découverte par les observatoires du Keck et du Lick, situés sur le Mauna Kea à Hawaï, le 13 juin 2002 par la méthode des vitesses radiales.